# Elisabet Cesáreo Romero
Elisabet Cesáreo Romero (geboren am 25. Mai 1999 in Sant Joan Despí) ist eine spanische Handballspielerin. Sie wird auf der Position am Kreis eingesetzt.

## Vereinskarriere
Die 1,76 Meter großen Spielerin, die auf der Position Kreisläufer eingesetzt wird, begann ihre Karriere im Jahr 2017 bei BM Aula Cultural. Sie wechselte 2019 zu BM Bera Bera. Mit dem Verein gewann sie die spanische Meisterschaft, den Pokal und den Supercup.
Ab dem Sommer 2022 stand sie beim französischen Verein Jeanne d’Arc Dijon Handball unter Vertrag.
Zur Saison 2023/2024 kehrte sie zurück nach Spanien, wo sie bei Costa del Sol Málaga einen Vertrag bis 2025 erhielt. Im Februar 2025 gab sie ihren Abschied vom Verein zum Ende der Saison 2024/2025 bekannt.
Sie unterschrieb im Februar 2025 beim polnischen Verein KGHM MKS Zagłębie Lubin.
Cesáreo spielte auch in europäischen Vereinswettbewerben, so im EHF-Pokal, sie gewann im Jahr 2021 den EHF European Cup.

## Auswahlmannschaften
Am 20. März 2015 debütierte sie für eine spanische Auswahl. Mit der spanischen Jugendnationalmannschaft nahm sie an der U-17-Europameisterschaft 2015 und an der U-18-Weltmeisterschaft 2016 teil. In 27 Spielen mit dem Team warf sie 80 Tore.
Mit den Juniorinnen Spaniens war sie von März 2017 bis Juli 2018 in 30 Spielen eingesetzt, in denen sie 66 Tore erzielte. Sie stand im Aufgebot bei der U-19-Europameisterschaft 2017 und bei der U-20-Weltmeisterschaft 2018.
Cesáreo bestritt für die Länderspiele für die spanische Nationalmannschaft ihren ersten Einsatz am 28. September 2018. Sie gewann die Silbermedaille bei der Weltmeisterschaft 2019 und spielte bei Olympia 2021 in Tokio. Bei der Weltmeisterschaft 2021 in Spanien stand sie mit im Aufgebot. Mit der Auswahl nahm sie an der Europameisterschaft 2024 teil.

## Erfolge
- Gewinn der spanischen Meisterschaft (2020, 2021)
- Gewinn des spanischen Pokalwettbewerbs (2019)
- Gewinn des spanischen Supercups (2019)
- Gewinn des EHF European Cups (2021)
- Silbermedaille bei der Weltmeisterschaft 2019 mit Spanien